# Augustin Bey
Pour les articles homonymes, voir Bey.
Augustin Bey (né le 6 juin 1995 à Sarrebourg) est un athlète français, spécialiste du saut en longueur.

## Biographie
Il est sacré champion de France 2019 à Saint-Étienne, avec un saut de 8,08 m. En 2020, améliorant par deux fois son record personnel avec des sauts à 8,04 m puis 8,06 m, le pensionnaire de l'Athlétisme Metz Métropole remporte un nouveau titre lors des championnats de France élite en salle à l'Arena stade couvert de Liévin. Il met un terme prématuré à sa saison en août 2020 afin de mieux préparer la saison suivante. En manque de sponsors, il profite de cette coupure pour travailler en entreprise.  
Il est sélectionné pour représenter l'équipe de France aux Jeux olympiques de Tokyo en 2021.

## Palmarès
| Date | Compétition                       | Lieu      | Résultat | Épreuve          | Marque |
| ---- | --------------------------------- | --------- | -------- | ---------------- | ------ |
| 2015 | Championnats d'Europe espoirs     | Tallinn   | 10e      | Saut en longueur | 6,74 m |
| 2018 | Jeux méditerranéens               | Tarragone | 5e       | Saut en longueur | 7,50 m |
| 2019 | Championnats d'Europe par équipes | Bydgoszcz | 10e      | Saut en longueur | 7,77 m |
| 2021 | Championnats d'Europe par équipes | Chorzów   | 3e       | Saut en longueur | 7,75 m |

| Date | Compétition                     | Lieu          | Résultat | Épreuve          | Marque |
| ---- | ------------------------------- | ------------- | -------- | ---------------- | ------ |
| 2017 | Championnats de France en salle | Bordeaux      | 3e       | Saut en longueur | 7,52 m |
| 2019 | Championnats de France en salle | Miramas       | 2e       | Saut en longueur | 7,71 m |
| 2019 | Championnats de France          | Saint-Étienne | 1er      | Saut en longueur | 8,08 m |
| 2020 | Championnats de France en salle | Liévin        | 1er      | Saut en longueur | 8,06 m |
| 2021 | Championnats de France          | Angers        | 1er      | Saut en longueur | 7,90 m |

## Records
| Épreuve          | Épreuve   | Marque | Lieu    | Date            |
| ---------------- | --------- | ------ | ------- | --------------- |
| Saut en longueur | Plein air | 8,16 m | Hengelo | 6 juin 2021     |
| Saut en longueur | Salle     | 8,06 m | Liévin  | 29 février 2020 |